# Gian Pietro Bergantini
Gian Pietro Bergantini (né à Venise le 4 octobre 1685 et mort dans la même ville le 15 février 1764) est un clerc régulier et littérateur italien du XVIIIe siècle.

## Biographie
Gian Pietro Bergantini naquit à Venise, le 4 octobre 1685. II étudia pendant huit ans à Bologne chez les jésuites; de retour dans sa patrie, il fit son cours de droit civil et canonique, et fut reçu docteur en 1706 ; il commençait même à suivre avec succès le barreau, lorsque, âgé de vingt-quatre ans, il changea tout à coup de vocation et entra chez les théatins, où il fit profession le 12 janvier 1711. Il se livra alors à la prédication, et fut appelé à Rome, quelques années après, par le général, pour exercer l’emploi de secrétaire de l’ordre. Il y obtint, par une dispense qui n’avait jamais été accordée dans cette société, la permission de confesser les femmes, six ans avant le temps prescrit. Il se livra ensuite de nouveau à l’éloquence de la chaire et parcourut les principales villes d’Italie. Revenu à Venise, en 1726, il s’y fixa définitivement, et ne partagea plus son temps qu’entre les devoirs de son état et une étude approfondie des bons auteurs anciens et de ceux de sa propre langue. Il mourut à Venise le 15 février 1764.

## Œuvres
- Il Falconiere di Jacopo Augusto Tuano, etc. coll’Uccellatura a vischio di Pietro Angelio Bargeo, etc., deux poèmes traduits, l’un du de Re Accipitraria de Jacques Auguste de Thou, et l’autre de l’Ixeuticon de Pietro degli Angeli, imprimés avec le texte latin et accompagnés de savantes notes, Venise, 1755, in-4o.
- Della Possessione di Campagna, del Padre Jacopo Vaniero, etc., Venise, 1748, in-8o. Malheureusement cette traduction du Prædium rusticum du P. Jacques Vanière est faite d’après l’édition de Toulouse, 1706, le traducteur n’ayant pas connu celle de 1730, où le poème, qui n’était d’abord qu’en 10 chants, est en 10.
- Plusieurs autres poèmes traduits dans le même genre, et, entre autres, l'Anti-Lucrèce du cardinal de Polignac, Vérone, 1752, in-8o, traduction qui parut en concurrence avec celle du P. Francesco Maria Ricci.
- Différents ouvrages sur la langue italienne, dont le plus considérable lui avait coûté vingt ans de travail : ce n’était rien moins qu’un nouveau Dictionnaire, dans lequel l’auteur ajoutait, aux mots et aux locutions contenus dans celui de la Crusca, un grand nombre d’autres, appuyé de l’autorité des meilleurs écrivains, et des citations de ces auteurs. Le 1er volume parut sous ce titre : Della volgare elocuzione illustrata, ampliata, facilitata, volume contenente A. B., Venise, 1740, in-fol. Le libraire qui avait commencé à grands frais cette entreprise ne put la soutenir, et la publication se borna à ce seul volume. L’auteur refondit par la suite tout l’ouvrage et le réduisit de douze volumes à six : il annonça cette réduction par une espèce de prospectus intitulé : Idea d’opera del tutto eseguita divisa in sei tomi che ha per titolo Dizionario italiano, etc., Venise, 1705, 18 p. in-4o ; mais ce prospectus ne tenta ni libraire ni souscripteurs, et l’ouvrage est resté inédit, ainsi que beaucoup d’autres du même auteur.